# Újsolt
Újsolt is een plaats (község) en gemeente in het Hongaarse comitaat Bács-Kiskun. Újsolt telt 177 inwoners (2005).